# NGC 5479
NGC 5479 est une galaxie lenticulaire compacte, relativement éloignée et située dans la constellation de la Petite Ourse. Sa vitesse par rapport au fond diffus cosmologique est de 9 621 ± 5 km/s, ce qui correspond à une distance de Hubble de 141,9 ± 9,9 Mpc (∼463 millions d'al). NGC 5479 a été découverte par l'astronome américain Lewis Swift en 1884.
NGC 5479 est une galaxie active (AGN).
À ce jour, une mesure non basée sur le décalage vers le rouge (redshift) donne une distance d'environ 124,000 Mpc (∼404 millions d'al). Cette valeur est à l'extérieur des valeurs de la distance de Hubble. Notons que c'est avec la valeur moyenne des mesures indépendantes, lorsqu'elles existent, que la base de données NASA/IPAC calcule le diamètre d'une galaxie et qu'en conséquence le diamètre de NGC 5479 pourrait être d'environ 45,4 kpc (∼148 000 al) si on utilisait la distance de Hubble pour le calculer.
La distance de Hubble de la galaxie PGC 50279 située à proximité sur la sphère céleste est égale à 138,61 ± 9,70 Mpc (∼452 millions d'al). PGC 50279 est peut-être une compagne de NGC 5479.